# Grue, Na Uy
Grue là một đô thị hạt Hedmark, Na Uy. Nó là một phần của khu vực truyền thống Solor. Trung tâm hành chính của đô thị này là làng Kirkenær (dân số: 1200 người).
Đô thị mới Grue được thành lập ngày 1 tháng 1 năm 1838 (xem formannskapsdistrikt). Khu vực Brandval đã được tách khỏi đô thị Grue vào năm 1867 để trở thành một đô thị của riêng nó. 
Grue nằm bên sông Glomma và địa lý khu vực bị chi phối phần lớn bởi rừng và một số khu vực nông nghiệp xung quanh Glomma. Grue nằm ở phần phía đông nam của hạt Hedmark. Nó có giáp giới phía nam với đô thị Kongsvinger, về phía bắc đô thị Åsnes, và về phía tây Nord-Odal. Đến biên giới phía đông nó Thụy Điển.
Grue là trung tâm đầu cho sự di cư của Phần Lan.